# Mauricio Moreira
Mauricio Moreira (18 de julho de 1995) é um ciclista profissional uruguaio nascido na localidade de Salto que actualmente corre para a equipa Efapel Cycling. Em Agosto de 2022 venceu a Volta a Portugal de 2022 um ano após ter terminado a mesma prova em segundo lugar.
Mauricio Moreira, filho do ex-ciclista uruguaio Federico Moreira e irmão mais novo do também ciclista Federico Agustín Moreira, era um desconhecido do público português quando foi contratado pela equipa continental portuguesa Efapel em 2021, tendo até aí se destacado como amador ganhando a Volta a Zamora e etapas na Volta a Segovia ou na Rotas da América.
No ano de estreia como profissional em Portugal conquistaria o Grande Prémio do Douro Internacional e a Volta ao Alentejo, sendo um dos destaques da Volta a Portugal, que viria a perder por 10 segundos, devido a uma penalização de 40 segundos por abastecimento irregular na etapa da Torre.
Na edição de 2022 da Volta a Portugal era apontado como um dos favoritos à vitória final  tendo confirmado esse favoritismo com vitória na etapa da Torre (3ª etapa) e no contra-relógio final que lhe valeu a vitória na classificação geral e do Prémio Combinado.

## Caso que da que falar
Maurício mudou de equipa no decorrer da época 2024 no mês de agosto da sabgal anicolor para a Efapel Cycling

## Palmarés
- 2016 (como amador)
  - 2 etapas na Rotas de América
  - 1 etapa da Volta a Segovia
  - Memorial Jose M.Anza-Tolosa

- 2017 (como amador)
  - 1 etapa da Volta a Segovia

- 2019
  - 1 etapa da Boucles de la Mayenne
- 2020
  - Volta A Valencia
  - 54.º Circuito del Guadiana
- 2021
- (Como Profissional Elite)
  - 38ª Volta Ao Alentejo
    - 1 etapa

  - 1º GP Douro Internacional
    - 2 etapas
- 2022
- 6º Grande Prémio Anicolor
  - 83ª Volta a Portugal Continente
    - Classificação geral
    - Prémio Combinado
    - 2 etapas

  - 31º Grande Prémio Jornal de Notícias
  - classificação geral
  - 1 etapa
- 2023
- 26º Clássica da Primavera
- 11º Grande Prémio O Jogo
- 2 Etapas
- 2024
- 7. ª Clássica Aldeias do Xisto